# Saint-Péreuse
Saint-Péreuse ist eine französische Gemeinde mit 202 Einwohnern (Stand 1. Januar 2022) im  Département Nièvre in der Region Bourgogne-Franche-Comté. Sie gehört zum Arrondissement Château-Chinon (Ville) und zum Kanton Château-Chinon.
Ortsteile von Saint-Péreuse sind Niry, La Pommerée, Saulières und Villars.

## Bevölkerungsentwicklung
| Jahr                       | 1962 | 1968 | 1975 | 1982 | 1990 | 1999 | 2007 | 2014 |
| Einwohner                  | 331  | 352  | 340  | 300  | 260  | 286  | 278  | 252  |
| Quellen: Cassini und INSEE |      |      |      |      |      |      |      |      |

## Sehenswürdigkeiten
- Schloss Besne, 15. Jahrhundert

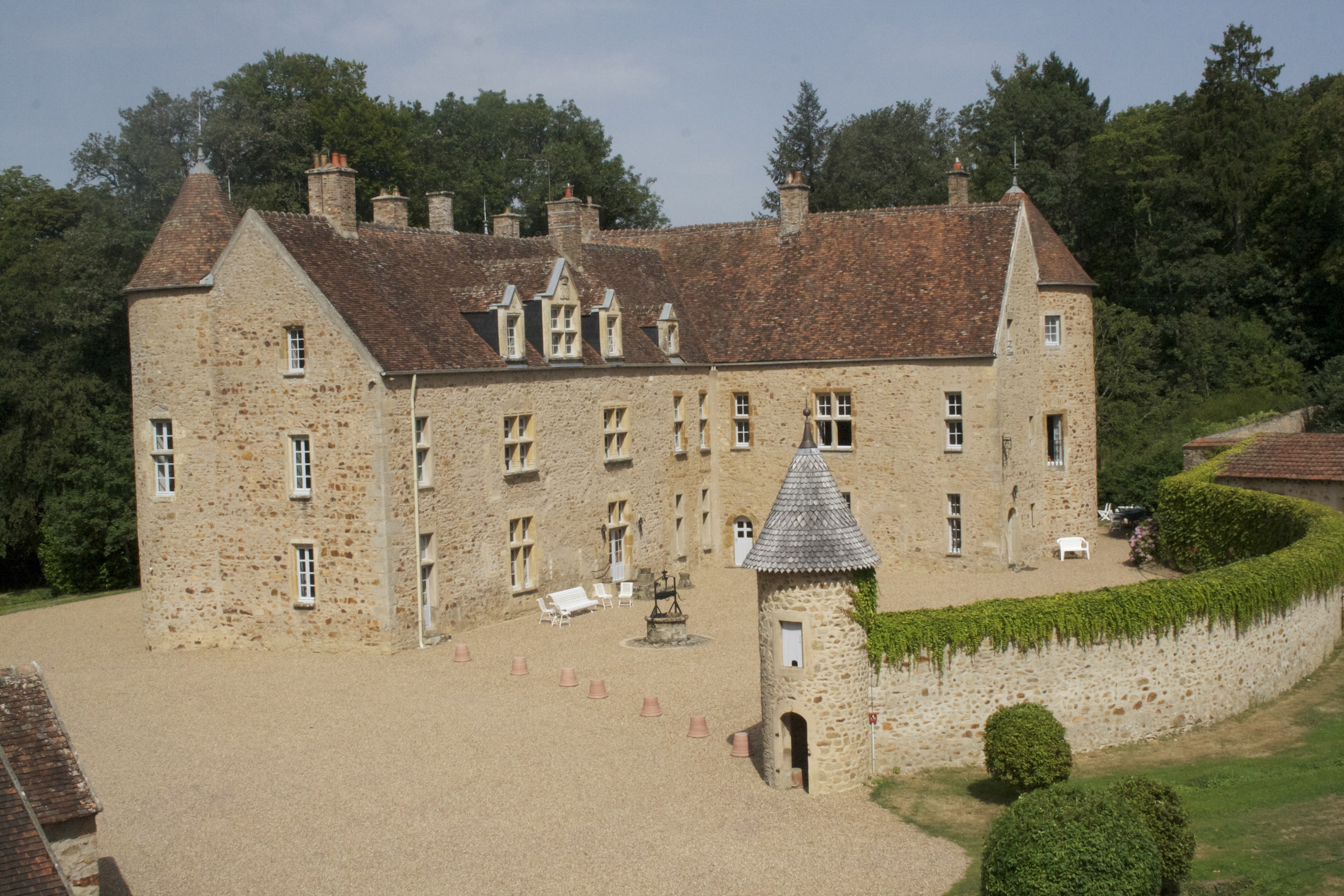
Schloss Besne

- Schloss Saulières, 18. Jahrhundert